# Дупељево
Дупељево је насеље у Пољаници, град Врање у Пчињском округу. Према попису из 2002. било је 55 становника (према попису из 1991. било је 71 становника). Према попису из 2022. било је 8 становника.

## Опис села
Дупељево се налази на крајњем северозападном делу Пољанице, на око 8 км од центра Власа. Смештено је између села Мијовце, Остра Глава, Равни Дел и Оруглица. До ослобођења 1878. године, и ово село је било насељено Арнаутима, а пре доласка Арнаута било је српско и, по неким подацима, звало се Краљево. У село се најлакше стиже са истока, и то из Големог Села преко Остре Главе, или из Мијовца. Слабијим путевима могућ је прилаз са југозапада из правца Драгобужда и Копиљака, или са севера из правца Оруглице. Једно је од најмањих села у Пољаници. Припада Месној заједници Големо Село.

## Демографија
У насељу Дупељево живи 48 пунолетних становника, а просечна старост становништва износи 47,7 година (45,6 код мушкараца и 50,1 код жена). У насељу има 16 домаћинстава, а просечан број чланова по домаћинству је 3,44.
Ово насеље је у потпуности насељено Србима (према попису из 2002. године), а у последња три пописа, примећен је пад у броју становника.
|  |

| Демографија | Демографија | Демографија |
| Година      | Становника  | Становника  |
| ----------- | ----------- | ----------- |
| 1948.       | 102         |             |
| 1953.       | 115         |             |
| 1961.       | 137         |             |
| 1971.       | 113         |             |
| 1981.       | 85          |             |
| 1991.       | 71          | 71          |
| 2002.       | 55          | 57          |
| 2011.       | 26          |             |

| Етнички састав према попису из 2002.‍ | Етнички састав према попису из 2002.‍ | Етнички састав према попису из 2002.‍ | Етнички састав према попису из 2002.‍ | Етнички састав према попису из 2002.‍ |
| ------------------------------------ | ------------------------------------ | ------------------------------------ | ------------------------------------ | ------------------------------------ |
|                                      |                                      |                                      |                                      |                                      |
| Срби                                 | Срби                                 |                                      | 55                                   | 100,0%                               |
| непознато                            | непознато                            |                                      | 0                                    | 0,0%                                 |

| Година пописа     | 1948. | 1953. | 1961. | 1971. | 1981. | 1991. | 2002. |
| ----------------- | ----- | ----- | ----- | ----- | ----- | ----- | ----- |
| Број домаћинстава | 16    | 17    | 21    | 21    | 20    | 17    | 16    |

| Број чланова      | 1 | 2 | 3 | 4 | 5 | 6 | 7 | 8 | 9 | 10 и више | Просек |
| ----------------- | - | - | - | - | - | - | - | - | - | --------- | ------ |
| Број домаћинстава | 1 | 6 | 3 | 3 | 1 | 0 | 1 | 0 | 1 | 0         | 3,44   |

| Пол    | Укупно | Неожењен/Неудата | Ожењен/Удата | Удовац/Удовица | Разведен/Разведена | Непознато |
| ------ | ------ | ---------------- | ------------ | -------------- | ------------------ | --------- |
| Мушки  | 26     | 6                | 17           | 3              | 0                  | 0         |
| Женски | 24     | 3                | 16           | 4              | 1                  | 0         |
| УКУПНО | 50     | 9                | 33           | 7              | 1                  | 0         |

| Пол    | Укупно                    | Пољопривреда, лов и шумарство | Рибарство                            | Вађење руде и камена | Прерађивачка индустрија       |
| ------ | ------------------------- | ----------------------------- | ------------------------------------ | -------------------- | ----------------------------- |
| Мушки  | 21                        | 20                            | 0                                    | 0                    | 1                             |
| Женски | 15                        | 13                            | 0                                    | 0                    | 2                             |
| УКУПНО | 36                        | 33                            | 0                                    | 0                    | 3                             |
| Пол    | Производња и снабдевање   | Грађевинарство                | Трговина                             | Хотели и ресторани   | Саобраћај, складиштење и везе |
| Мушки  | 0                         | 0                             | 0                                    | 0                    | 0                             |
| Женски | 0                         | 0                             | 0                                    | 0                    | 0                             |
| УКУПНО | 0                         | 0                             | 0                                    | 0                    | 0                             |
| Пол    | Финансијско посредовање   | Некретнине                    | Државна управа и одбрана             | Образовање           | Здравствени и социјални рад   |
| Мушки  | 0                         | 0                             | 0                                    | 0                    | 0                             |
| Женски | 0                         | 0                             | 0                                    | 0                    | 0                             |
| УКУПНО | 0                         | 0                             | 0                                    | 0                    | 0                             |
| Пол    | Остале услужне активности | Приватна домаћинства          | Екстериторијалне организације и тела | Непознато            | Непознато                     |
| Мушки  | 0                         | 0                             | 0                                    | 0                    | 0                             |
| Женски | 0                         | 0                             | 0                                    | 0                    | 0                             |
| УКУПНО | 0                         | 0                             | 0                                    | 0                    | 0                             |